# Juan Cornejo
Juan Francisco Cornejo Palma (Pichidegua, Chile, 27 de septiembre de 1990) es un futbolista chileno que se desempeña como lateral izquierdo y milita en Coquimbo Unido, de la Primera División de Chile. Además, ha sido internacional absoluto con la Selección de fútbol de Chile.

## Trayectoria
Comenzó a jugar al fútbol a los 5 en su natal Pichidegua, llegando a los 16 años a probarse en Colo-Colo, donde quedó. Luego de no tener oportunidades en el club emigró a Magallanes, en ese entonces en la Tercera División de Chile, siendo fundamental en el campeonato que le permitió ascender a Primera B de Chile. Desde ese momento, fue el capitán y titular indiscutido, siendo elegido el mejor lateral izquierdo del año 2012 en la Primera B.
En el año 2013 es traspasado a Audax Italiano de la Primera División de Chile por 5 años. Luego de grandes temporadas en Audax Italiano, donde fue distinguido por la ANFP como el mejor lateral izquierdo de la temporada 2014-2015, el año 2017 es fichado por el Club León de la Primera División de México, por los próximos cuatro años.
Tras 2 años en el León, es enviado a préstamo a Universidad Católica por todo el 2019. Ese año ganó la Supercopa de Chile 2019, y a fines de temporada nuevamente festejó un nuevo campeonato al quedarse con la copa de la Primera División 2019. En febrero de 2021, celebró otro título con Universidad Católica al ganar el campeonato Primera División 2020. A inicios del 2021, consiguió el título de la Supercopa 2020, y a finales de ese año, la Supercopa 2021 y el torneo nacional 2021.
Tras quedar libre de la UC a fines de 2021, en enero de 2022 es anunciado como nuevo jugador de Deportes Antofagasta. Tras el descenso del conjunto puma a la Primera B, en diciembre de 2023 Coquimbo Unido se hace con sus servicios con vistas a la temporada 2023.

## Selección nacional
Debutó en la selección chilena bajo la dirección técnica de Jorge Sampaoli el 28 de enero de 2015, en un encuentro amistoso jugado en el Estadio El Teniente de Rancagua contra Estados Unidos, el que terminó con un marcador 3-2 en favor de la Roja. En marzo del mismo año, fue convocado para disputar un par de amistosos en un gira por Europa. El 26 de marzo, fue titular en la derrota chilena ante su similar de Irán por 2 a 0, disputando los 90 minutos del partido. Tres días más tarde, vio desde el banco de suplentes una nueva derrota, esta vez ante Brasil, por un 1 a 0. 

### Partidos internacionales
Actualizado hasta el 26 de marzo de 2015.
| 1     | 28 de enero de 2015 | Estadio El Teniente, Rancagua, Chile | Chile      | 3-2 | Estados Unidos |   | Amistoso |
| 2     | 26 de marzo de 2015 | NV Arena, Sankt Pölten, Austria      | Irán       | 2-0 | Chile          |   | Amistoso |
| Total | Total               | Total                                | Presencias | 2   | Goles          | 0 |          |

| Selección chilena | Selección chilena | Selección chilena |
| Año               | Partidos          | Goles             |
| ----------------- | ----------------- | ----------------- |
| 2015              | 2                 | 0                 |
| Total             | 2                 | 0                 |

## Estadísticas
Actualizado al último partido disputado el 13 de noviembre de 2021.
| Club                         | Div.          | Temporada     | Liga local | Liga local | Copas nacionales | Copas nacionales | Competiciones internacionales | Competiciones internacionales | Total | Total |
| Club                         | Div.          | Temporada     | Part.      | Goles      | Part.            | Goles            | Part.                         | Goles                         | Part. | Goles |
| ---------------------------- | ------------- | ------------- | ---------- | ---------- | ---------------- | ---------------- | ----------------------------- | ----------------------------- | ----- | ----- |
| Magallanes · Chile           | 2.ª           | 2011          | 37         | 3          | 6                | 3                | —                             | —                             | 43    | 6     |
| Magallanes · Chile           | 2.ª           | 2012          | 34         | 3          | 6                | 0                | —                             | —                             | 40    | 3     |
| Magallanes · Chile           | Total club    | Total club    | 71         | 6          | 12               | 3                | 0                             | 0                             | 83    | 9     |
| Audax Italiano 'B' · Chile   | 3.ª           | 2013          | 12         | 0          | —                | —                | —                             | —                             | 12    | 0     |
| Audax Italiano 'B' · Chile   | Total club    | Total club    | 12         | 0          | 0                | 0                | 0                             | 0                             | 12    | 0     |
| Audax Italiano · Chile       | 1.ª           | 2013          | 2          | 0          | —                | —                | —                             | —                             | 2     | 0     |
| Audax Italiano · Chile       | 1.ª           | 2013-14       | 26         | 2          | 6                | 0                | —                             | —                             | 32    | 2     |
| Audax Italiano · Chile       | 1.ª           | 2014-15       | 34         | 4          | 10               | 3                | —                             | —                             | 44    | 7     |
| Audax Italiano · Chile       | 1.ª           | 2015-16       | 22         | 2          | 10               | 1                | —                             | —                             | 32    | 3     |
| Audax Italiano · Chile       | 1.ª           | 2016-17       | 14         | 3          | 8                | 0                | —                             | —                             | 22    | 3     |
| Audax Italiano · Chile       | Total club    | Total club    | 98         | 11         | 34               | 4                | 0                             | 0                             | 132   | 15    |
| Club León · México           | 1.ª           | 2017          | 11         | 0          | 4                | 0                | —                             | —                             | 15    | 0     |
| Club León · México           | 1.ª           | 2017-18       | 31         | 2          | 9                | 0                | —                             | —                             | 40    | 2     |
| Club León · México           | 1.ª           | 2018          | 11         | 0          | 2                | 0                | —                             | —                             | 13    | 0     |
| Club León · México           | Total club    | Total club    | 53         | 2          | 15               | 0                | 0                             | 0                             | 68    | 2     |
| Universidad Católica · Chile | 1.ª           | 2019          | 15         | 0          | 5                | 0                | 7                             | 1                             | 27    | 1     |
| Universidad Católica · Chile | 1.ª           | 2020          | 16         | 1          | 1                | 0                | 3                             | 0                             | 20    | 1     |
| Universidad Católica · Chile | 1.ª           | 2021          | 10         | 1          | 3                | 0                | 5                             | 0                             | 21    | 1     |
| Universidad Católica · Chile | Total club    | Total club    | 41         | 2          | 9                | 0                | 15                            | 1                             | 63    | 3     |
| Deportes Antofagasta · Chile | 1.ª           | 2022          | 0          | 0          | —                | —                | —                             | —                             | 0     | 0     |
| Deportes Antofagasta · Chile | Total club    | Total club    | 0          | 0          | 0                | 0                | 0                             | 0                             | 0     | 0     |
| Coquimbo Unido · Chile       | 1.ª           | 2023          | 0          | 0          | 0                | 0                | —                             | —                             | 0     | 0     |
| Coquimbo Unido · Chile       | 1.ª           | 2024          | 0          | 0          | 0                | 0                | —                             | —                             | 0     | 0     |
| Coquimbo Unido · Chile       | Total club    | Total club    | 0          | 0          | 0                | 0                | 0                             | 0                             | 0     | 0     |
| Total carrera                | Total carrera | Total carrera | 275        | 21         | 70               | 7                | 15                            | 1                             | 360   | 29    |
| 1. 2. 3.                     |               |               |            |            |                  |                  |                               |                               |       |       |

## Palmarés

### Títulos nacionales
| Título             | Equipo                     | País  | Año  |
| ------------------ | -------------------------- | ----- | ---- |
| Tercera División A | Magallanes                 | Chile | 2010 |
| Supercopa de Chile | C. D. Universidad Católica | Chile | 2019 |
| Primera División   | C. D. Universidad Católica | Chile | 2019 |
| Primera División   | C. D. Universidad Católica | Chile | 2020 |
| Supercopa de Chile | C. D. Universidad Católica | Chile | 2020 |
| Supercopa de Chile | C. D. Universidad Católica | Chile | 2021 |
| Primera División   | C. D. Universidad Católica | Chile | 2021 |

### Distinciones individuales
| Distinción                             | Año  |
| -------------------------------------- | ---- |
| Integrante del Equipo Ideal de la ANFP | 2015 |